# Mundialito de Clubes (beach soccer)
Il Mundialito de Clubes è una competizione internazionale a inviti per club maschili di beach soccer.
Organizzato dal Beach Soccer Worldwide, la competizione è stata fondata dal BSWW con l'agenzia sportiva brasiliana Koch Tavares nel 2011; le prime cinque edizioni sono state organizzate in Brasile, mentre le altre tre in Russia; il torneo non deve essere confuso con il Mundialito BSWW, che si svolge in Portogallo per le squadre nazionali.
La squadra russa del Lokomotiv Mosca è la squadra di maggior successo con tre titoli.

## Squadre e giocatori
Nelle prime due edizioni (2011 e 2012), le squadre sono state appositamente create per rappresentare in questo torneo squadre di calcio note in tutto il mondo. Giocatori di diverse nazionalità sono stati invitati a giocare; sono stati quindi assegnati a uno dei club appositamente creati per l'evento tramite un sistema di draft creato dal BSWW.
Dal 2013, il sistema del draft è stato abolito: le squadre che competono sono già esistenti (cioè competono in un campionato nel loro Paese), o rimangono appositamente create per questa competizione ma scelgono i propri giocatori. Dal 2017 competono solo squadre già esistenti.

## Albo d’oro
| Anno          | Luogo          | Squadre |                 | Finale              | Finale           | Finale            |                     | Finale 3º-4º posto     | Finale 3º-4º posto | Finale 3º-4º posto |
| Anno          | Luogo          | Squadre | Campione        | risultato           | Secondo          | Terzo             | risultato           | Quarto                 |                    |                    |
| ------------- | -------------- | ------- | --------------- | ------------------- | ---------------- | ----------------- | ------------------- | ---------------------- | ------------------ | ------------------ |
| 2011 Dettagli | San Paolo      | 10      | Vasco da Gama   | 4–2                 | Sporting Lisbona | Flamengo          | 5–4 (dts)           | Lokomotiv Mosca        |                    |                    |
| 2012 Dettagli | San Paolo      | 12      | Lokomotiv Mosca | 6–4                 | Flamengo         | Vasco da Gama     | 5–4                 | Sporting Lisbona       |                    |                    |
| 2013 Dettagli | Rio de Janeiro | 8       | Corinthians     | 3–3 (dts) 1–0 (dcr) | Flamengo         | Vasco da Gama     | 3–1                 | Botafogo               |                    |                    |
| 2015 Dettagli | Rio de Janeiro | 8       | Barcellona      | 4–4 (dts) 3–2 (dcr) | Vasco da Gama    | Al-Ahli           | 4–4 (dts) 3–2 (dcr) | Fluminense             |                    |                    |
| 2017 Dettagli | San Paolo      | 8       | Lokomotiv Mosca | 5–4                 | Pars Jonoubi     | Corinthians       | 3–2                 | Flamengo               |                    |                    |
| 2019 Dettagli | Mosca          | 8       | Sporting Braga  | 7–6                 | Catania          | Flamengo          | 4–3                 | Spartak Mosca          |                    |                    |
| 2020 Dettagli | Mosca          | 8       | Sporting Braga  | 8–3                 | Spartak Mosca    | Lokomotiv Mosca   | 6–2                 | Tokyo Verdy            |                    |                    |
| 2021 Dettagli | Mosca          | 8       | Lokomotiv Mosca | 6–4                 | Sporting Braga   | Vasco da Gama     | 10–6                | Dinamo Minsk           |                    |                    |
| 2023 Dettagli | Alghero        | 8       |                 | Napoli Beach Soccer | 6–3              | Riga FC           |                     | Pafos FC               | 6–3                | Mazarrón FC        |
| 2024 Dettagli | Alghero        | 8       |                 | Kfar Qassem BS      | 4–3              | Ironi Rosh HaAyin |                     | Zhejiang Ningbo TMS FC | 4–3                | FC Vybir           |

## Performance

### Per squadra
Legenda
- GS – Fase a gironi
- QF – Quarti di finale
- App – Apparizioni totali

| Squadra          | 2011 | 2012 | 2013 | 2015 | 2017 | 2019 | 2020 | 2021 | App |
| ---------------- | ---- | ---- | ---- | ---- | ---- | ---- | ---- | ---- | --- |
| Al-Ahli          | –    | GS   | GS   | 3º   | –    | –    | –    | –    | 3   |
| Alanyaspor       | –    | –    | –    | –    | –    | –    | 7º   | –    | 1   |
| Barcellona       | QF   | QF   | GS   | 1º   | –    | –    | –    | –    | 4   |
| BATE Borisov     | –    | –    | –    | –    | –    | 8º   | –    | –    | 1   |
| Boca Juniors     | GS   | QF   | –    | –    | –    | –    | –    | –    | 2   |
| Botafogo         | –    | –    | 4º   | –    | 6º   | –    | –    | –    | 2   |
| Catania          | –    | –    | –    | –    | –    | 2º   | –    | –    | 1   |
| Club Nacional    | –    | –    | –    | –    | –    | –    | –    | 6º   | 1   |
| Corinthians      | QF   | QF   | 1º   | GS   | 3º   | –    | –    | –    | 5   |
| Dinamo Minsk     | –    | –    | –    | –    | –    | –    | –    | 4º   | 1   |
| Flamengo         | 3º   | 2º   | 2º   | GS   | 4º   | 3º   | 6º   | –    | 7   |
| Fluminense       | –    | –    | –    | 4º   | –    | –    | –    | –    | 1   |
| Grasshopper      | –    | –    | –    | –    | –    | –    | 8º   | –    | 1   |
| Levante          | –    | –    | –    | GS   | 5º   | 6º   | 5º   | 8º   | 5   |
| Lokomotiv Mosca  | 4º   | 1º   | –    | –    | 1º   | 7º   | 3º   | 1º   | 6   |
| Milano           | GS   | QF   | GS   | –    | –    | –    | –    | –    | 3   |
| Pars Jonoubi     | –    | –    | –    | –    | 2º   | –    | –    | –    | 1   |
| Peñarol          | –    | –    | GS   | –    | –    | –    | –    | –    | 1   |
| Rosario Central  | –    | –    | –    | –    | 7º   | –    | –    | –    | 1   |
| Santos           | GS   | QF   | –    | –    | –    | –    | –    | –    | 2   |
| San Paolo        | –    | GS   | –    | –    | –    | –    | –    | –    | 1   |
| Seattle Sounders | QF   | GS   | –    | –    | –    | –    | –    | –    | 2   |
| Spartak Mosca    | –    | –    | –    | –    | –    | 4º   | 2º   | 7º   | 3   |
| Sporting Braga   | –    | –    | –    | –    | –    | 1º   | 1º   | 2º   | 3   |
| Sporting Lisbona | 2º   | 4º   | –    | GS   | 8º   | 5º   | –    | –    | 5   |
| Tokyo Verdy      | –    | –    | –    | –    | –    | –    | 4º   | 5º   | 2   |
| Vasco da Gama    | 1º   | 3º   | 3º   | 2º   | –    | –    | –    | 3º   | 5   |

### Per federazione
| Nazione             | Campione             | Secondo              | Terzo                                  | Quarto               |
| ------------------- | -------------------- | -------------------- | -------------------------------------- | -------------------- |
| Russia              | 3 (2012, 2017, 2021) | 1 (2020)             | 1 (2020)                               | 2 (2011, 2019)       |
| Brasile             | 2 (2011, 2013)       | 3 (2012, 2013, 2015) | 6 (2011, 2012, 2013, 2017, 2019, 2021) | 3 (2013, 2015, 2017) |
| Portogallo          | 2 (2019, 2020)       | 2 (2011, 2021)       | –                                      | 1 (2012)             |
| Spagna              | 1 (2015)             | –                    | –                                      | –                    |
| Iran                | –                    | 1 (2017)             | –                                      | –                    |
| Italia              | –                    | 1 (2019)             | –                                      | –                    |
| Emirati Arabi Uniti | –                    | –                    | 1 (2015)                               | –                    |
| Giappone            | –                    | –                    | –                                      | 1 (2020)             |
| Bielorussia         | –                    | –                    | –                                      | 1 (2021)             |

### Per confederazione
| Confederation | Campione                               | Secondo                    | Terzo                                  | Quarto                     |
| ------------- | -------------------------------------- | -------------------------- | -------------------------------------- | -------------------------- |
| UEFA          | 6 (2012, 2015, 2017, 2019, 2020, 2021) | 4 (2011, 2019, 2020, 2021) | 1 (2020)                               | 4 (2011, 2012, 2019, 2021) |
| CONMEBOL      | 2 (2011, 2013)                         | 3 (2012, 2013, 2015)       | 6 (2011, 2012, 2013, 2017, 2019, 2021) | 3 (2013, 2015, 2017)       |
| AFC           | –                                      | 1 (2017)                   | 1 (2015)                               | 1 (2020)                   |